# Аминов, Ильшат Юнусович
Ильшат Юнусович Аминов (тат. Ильшат Юныс улы Әминев; 27 июля 1963 года, г. Казань, ТАССР) — советский, российский и татарский журналист и медиаменеджер. Основатель и генеральный директор первого спутникового телеканала в Республике Татарстан. Депутат Государственного Совета Республики Татарстан 3-го, 4-го, 5-го, 6-го , 7-го созывов. Председатель Союза журналистов Республики Татарстан. Заслуженный работник культуры Республики Татарстан (2007). Руководитель именной мастерской по подготовке журналистов на базе КФУ. Член Президума Национальной ассоциации телерадиовещателей России.

## Биография
Родился 27 июля 1963 года в Казани.  Творческая деятельность Ильшата Аминова, как телеведущего началась в 12 лет. Он вёл программу про жизнь пионеров «Пионерстан» («Страна Пионерия»). Именно с этого момента Ильшат захотел стать журналистом. Являлся учеником казанской школы № 55.
В 1985 году окончив факультет журналистики КГУ им. Владимира Ульянова — Ленина, становится редактором, а затем и корреспондентом Республиканского комитета ТАССР по телевидению и радиовещанию.
С 1987 по 1991 год обучался в аспирантуре факультета журналистики МГУ им. М. В. Ломоносова. По возвращении в Казань Ильшат Аминов участвует в создании телекомпании «Эфир» — первой коммерческой телекомпании Татарстана, и возглавляет службу новостей канала. Совмещал руководящую должность, и сам выезжал на съёмки в качестве корреспондента. Также освещал на канале и криминальную хронику. Основатель информационной программы «Город» на телеканале «Эфир», один из ведущих этой программы (до 1998 года). Неоднократно проходил стажировку в СМИ США (в 1994, 1996, 2002 годах).
С 1991 по 1996 год — лектор журфака КГУ им. Владимира Ульянова - Ленина. В феврале 1998 года по личной просьбе  Президента Татарстана М. Ш. Шаймиева возглавил ГТРК «Татарстан». В 2000 году на базе ГТРК «Татарстан», и на отдельной от канала РТР частоте Ильшатом Аминовым было запущено вещание канала «ТРТ» (Телевидение Республики Татарстан).
«Я считаю, что государственное телевидение должно быть, но должно быть и альтернативное телевидение, не могу произносить этого слова, поэтому берем в кавычки — „независимое“. Можно сказать и по другому: телевидение, принадлежащее другим группам. Я совершенно убежден, что должен быть плюрализм» — из интервью 2010 года.
В 2000 году началось вхождение всех филиалов в состав ВГТРК, а ГТРК Татарстан с 1998 года, не входила в холдинг ВГТРК. Из-за чего нависла угроза потерять власть над телеканалом со стороны политического руководства Татарстана. С этой целью при поддержке Минтимера Шаймиева, Ильшатом Аминовым создаётся концепция нового республиканского телеканала. Так была создана «ТРК „Новый Век“», которая вышла в эфир 26 августа 2002 года под брендом «ТНВ».
С 2002 года — генеральный директор «ТРК  „Новый Век“». Основатель детского телеканала на татарском языке «ШАЯН».
В 2019 году избран председателем Союза Журналистов Республики Татарстан. В 2024 году переизбран на эту должность.
Свободно владеет русским, французским и татарским языками.

## Работа на телевидении
- 1985—1987 г. — корреспондент и редактор Госкомитета ТАССР по телевидению и радиовещанию.
- 1992—1998 г. — корреспондент и ведущий информационной программы «Город» на телеканале «Эфир». Директор службы новостей с 1992 по 1998 год.
- 1998—2002 г. ― председатель ГТРК «Татарстан».
- С 2002 года по настоящее время ― генеральный директор АО «ТРК „Новый Век“».
- С 2005-н.в. — автор и ведущий информационной программы «7 дней» на телеканале «ТНВ». Руководитель телевизионного объединения «7 дней» АО «ТРК Новый Век».
- Автор программ:  «Уроки истории»; «Соотечественники» и «7 дней».

## Общественная деятельность
- Депутат Государственного Совета Республики Татарстан  с 2004 года фракция «Единая Россия»)[1].
- Академик Академии российского телевидения.
- Член Президиума НАТ.
- Председатель союза журналистов Республики Татарстан[2].

## Награды и звания
- Заслуженный работник культуры РТ (2007)
- Награждён медалью «XXVII Всемирная летняя универсиада 2013 года в г. Казани» и памятной медалью «XXII Олимпийские зимние игры и XI Паралимпийские зимние игры 2014 года в г. Сочи».
- Победитель Национальной премии «Лучший медиаменеджер России» в номинации «Электронные СМИ» (2013 г.)[6].
- Лауреат премии «ТЭФИ-Регион» 2012 года — «За личный вклад в развитие регионального российского телевидения».
- Медаль «В память 1000-летия Казани» (2005)[1].
- Орден Дуслык (2023).
- Медаль ордена «За заслуги перед Отечеством» II степени (2024)[7].

## Семейное положение
Женат. Есть дочь.